# Danick Snelder
Danick Albertine Snelder (Pijnacker, 1990. május 22. –) világbajnok holland válogatott kézilabdázó, beálló. Jelenleg a Bundesligában szereplő SG BBM Bietigheim csapatkapitánya.

## Pályafutása

### Klubcsapatokban
Snelder ötévesen, szülővárosában kezdett kézilabdázni az Oliveo Pijnackerben, majd 2005-ben az Omni SV Hellas Den Haag csapatához igazolt. 2010-ben szerződött a német Thüringer HC-hoz. Érkezését követően a csapat történetében először megnyerte a német bajnokságot és kupát is, az ott töltött szezonok alatt hat bajnoki címet és két kupagyőzelmet szerzett, valamint rendszeres játéklehetőséget szerzett a Bajnokok Ligájában. A 2016–2017-es szezontól a Ferencvárosi TC játékosa lett, amellyel kétéves szerződést kötött. 2017-ben kupagyőztes volt a budapesti csapattal. 2018 novemberében porckorongsérvvel műtötték, hét hónapos kihagyást követően tudott visszatérni a pályára. 2020 februárjában bejelentették, hogy a következő szezontól a Siófok KC csapatában folytatja pályafutását. Mindössze három hónapig volt a Balaton-parti csapat játékosa, 2020 októberében közös megegyezéssel szerződést bontott a csapattal és visszatért a Bundesligába, ahol a Bietigheim játékosa lett.

### A válogatottban
A holland válogatottban világversenyen a 2010-es Európa-bajnokságon játszott először. Tagja volt a 2015-ben története első érmét nyerő holland csapatnak, amely ezüstérmes lett a világbajnokságon. Részt vett a 2016-os rioi olimpián. Ugyanebben az évben az Európa-bajnokságon újra ezüstérmet szerzett, a Norvégiával vívott döntőben 6 találatával ő volt a legeredményesebb holland játékos. 2023. július 4-én bejelentette, hogy lemondja a válogatottságot.

## Sikerei, díjai
- Német bajnokság győztese: 2011, 2012, 2013, 2014, 2015, 2016
- Német Kupa győztese: 2011, 2013